# 宮宿

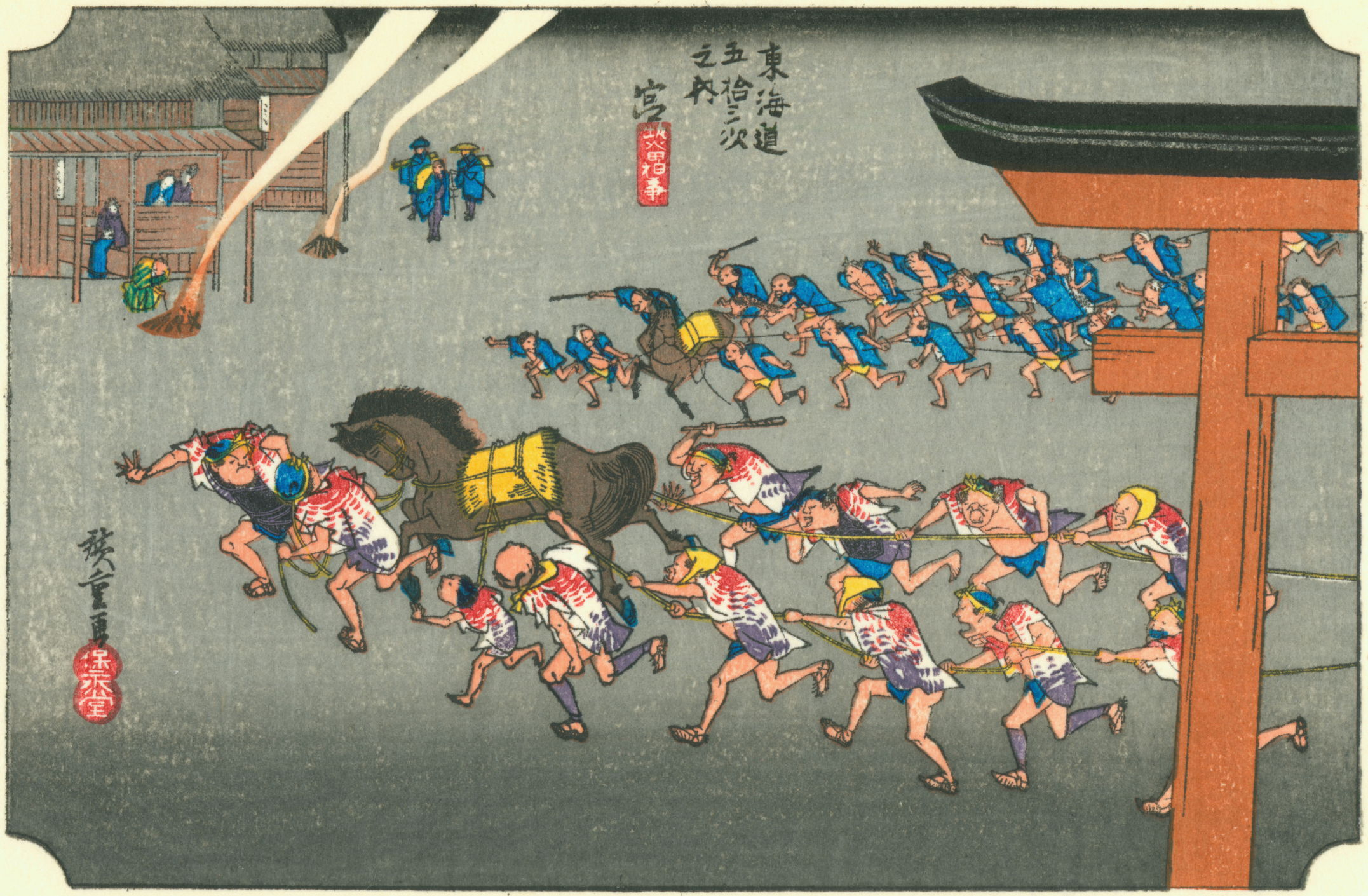
歌川広重「東海道五十三次・宮」

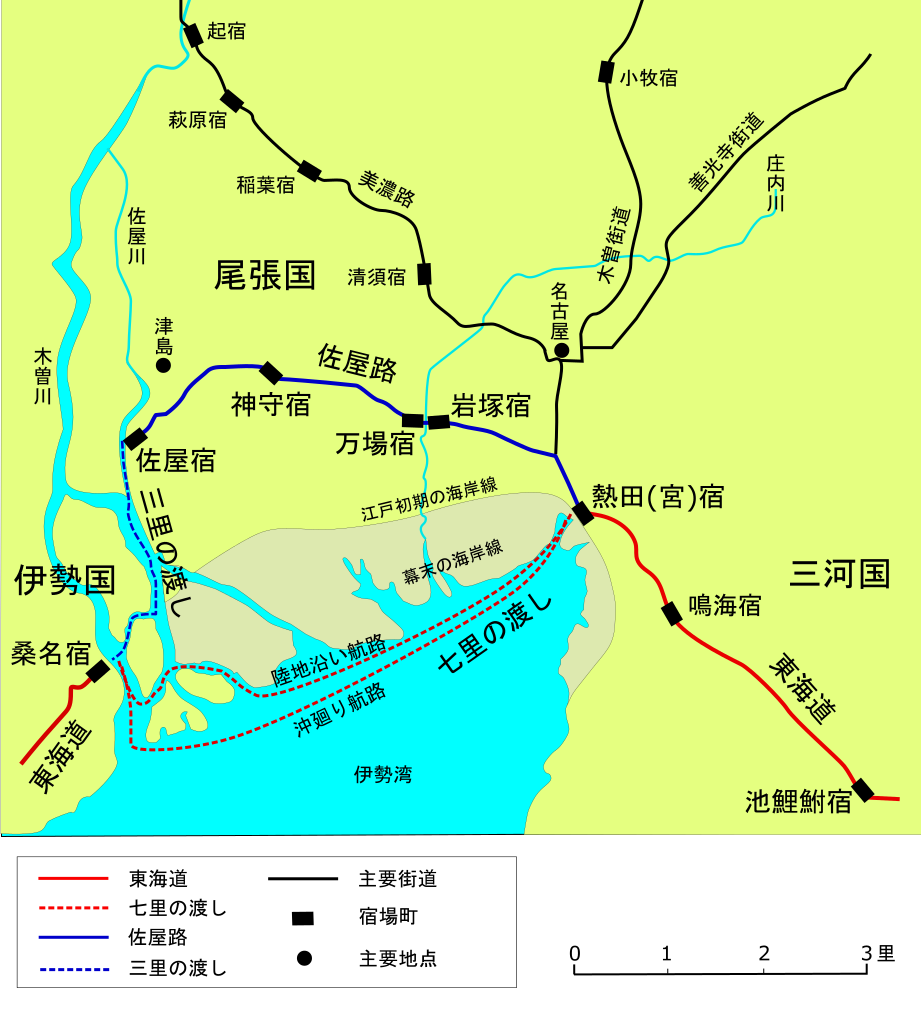
東海道・七里の渡しと宮宿（熱田宿）の位置

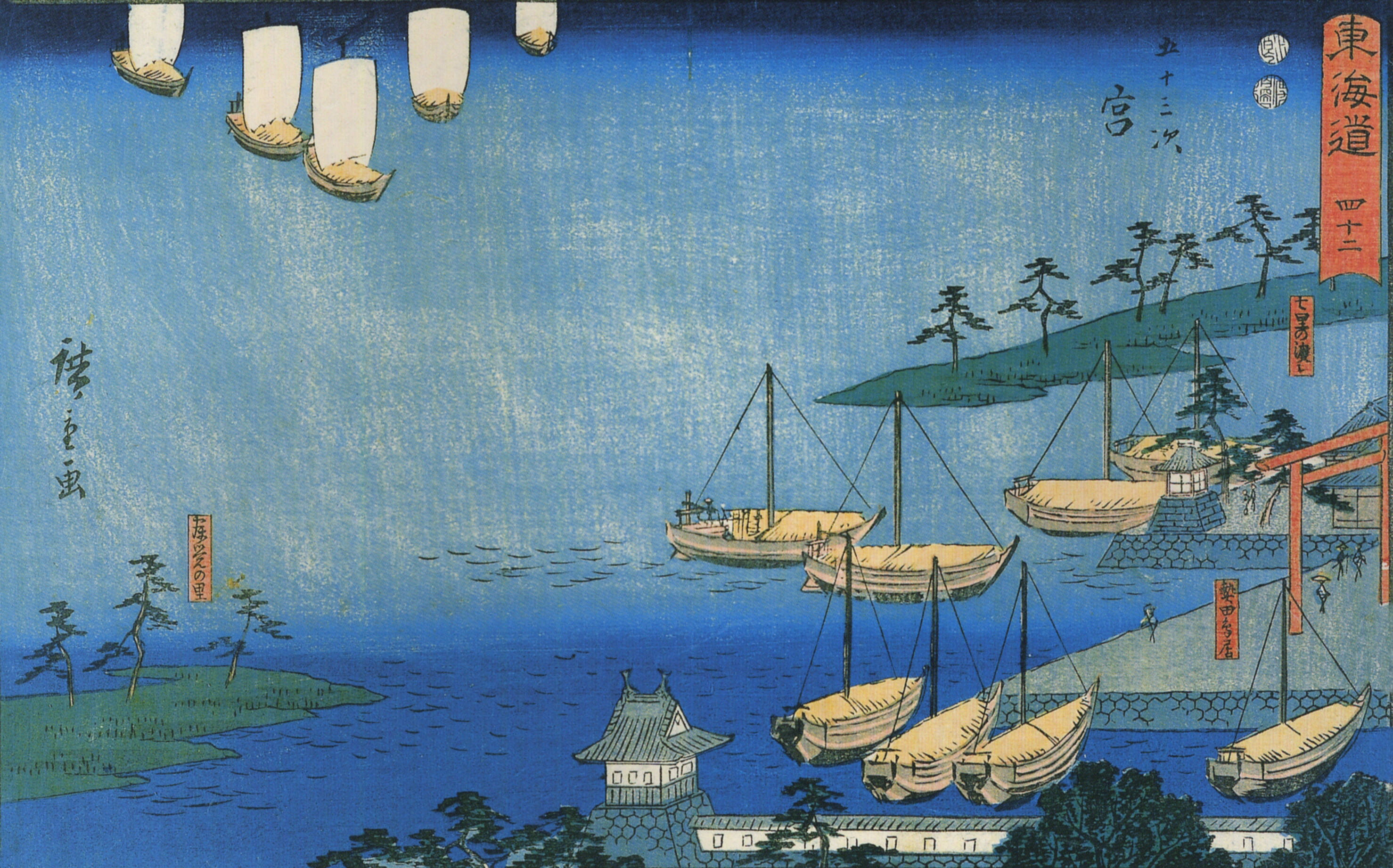
歌川広重「隷書東海道・宮」

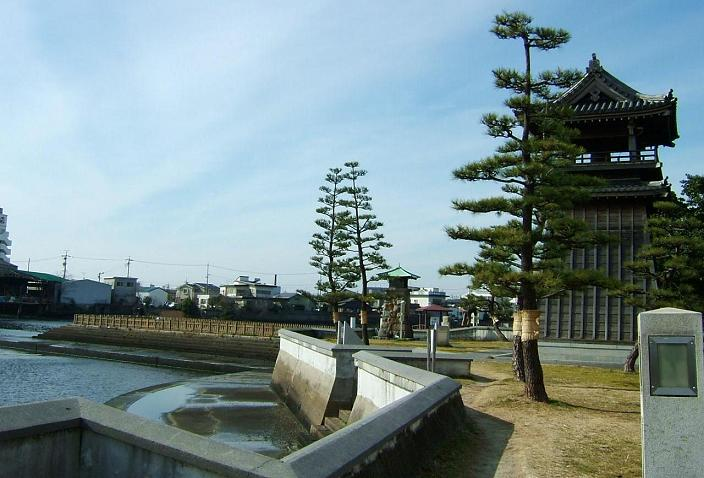
宮の渡し公園

宮宿（みやしゅく、みやじゅく、宮の宿、熱田宿）は、東海道五十三次の41番目の宿場である。中山道垂井宿にいたる脇街道・美濃路（美濃街道）や佐屋街道との分岐点でもあった。一般には宮の宿と呼ばれることが多かったが、幕府や尾張藩の公文書では熱田宿と書かれている。

## 概要
場所は現在の愛知県名古屋市熱田区にあたる。東海道でも最大の宿場であり、1843年（天保14年）には本陣：2軒、脇本陣：1軒、旅籠屋：248軒を擁し、家数：2924軒、人口：10,342人を数えたという。古くからの熱田神宮の門前町、港町でもあり、尾張藩により名古屋城下、岐阜と並び町奉行の管轄地とされた。
桑名宿とは東海道唯一の海路である七里の渡しで結ばれていた。現在も、折りにふれて宮～桑名間を遊覧船で渡る現代版「七里の渡し」が行われる。
江戸時代中期以降は四日市宿へ直接渡る航路（十里の渡し）もよく利用された。

## 史跡・みどころ

### 宮宿のみどころ
- 裁断橋
宮宿の東のはずれ。「都々逸発祥の地」の石碑がある。
- ほうろく地蔵
東海道と美濃路の分岐点にあり、向かい側には、それを示す道標が建つ。
- あつた蓬莱軒
うなぎ料理のひつまぶしで有名。
- 丹羽家住宅
かつて江戸時代に脇本陣格の旅籠であったという。名古屋市の市の有形文化財である。
- 七里の渡し
熱田湊常夜燈や時の鐘などの江戸時代の文化遺産があり、宮の渡し公園として整備されている。

### 美濃路・名古屋宿までのみどころ
現在の国道19号・国道22号（伏見通）および本町通が旧街道である。
- 熱田神宮
- 誓願寺
源頼朝出生地とされる熱田神宮大宮司藤原氏の別邸跡に建てられた寺院。空襲で焼失されるが、山門と石碑がある。
- 断夫山古墳
- 熱田神宮第一神門址 石碑
- 佐屋街道道標
- 芝居濫觴（橘座）跡
- 栄国寺
切支丹塚がある。
- 大須観音
- 名古屋市立宮中学校
旧宿場周辺で「宮」の名称を名乗る。

### 浜御殿
尾張藩は東海道を往来する大名らを招待し供応するため、寛永元年(1624年)初代尾張藩主の徳川義直の命で神戸(ごうど)の浜を埋め立てて出島を造り、そこに東浜御殿を造営した。（「厚覧草」によれば寛永11年（1634年）には、三代将軍徳川家光が上洛の際に止宿した。その敷地は1万平方メートル以上、海上城郭の様相を誇っていたとされ、御殿は名古屋城本丸御殿に匹敵する壮麗な仕様であったと考えられている。鯱をいただいた小天守閣のような西側の高楼は、桑名城の天守閣に対抗して建造されたものという。これを桑名楼と呼び、東側の楼閣を寝覚(ねざめ)楼といった。
1654年には七里の渡しの北西に西浜御殿を築いた現在、その跡を見ることはできず、西浜御殿があった白鳥コミュニティセンター北側に看板が立っているだけである。浜御殿は、2018年に徳川林政史研究所（東京）において詳細な間取図が発見された。東浜御殿の位置は、現在の内田町付近であったと推定される。桑名楼と寝覚楼を持ち城郭のような構え、西浜御殿は平坦な邸だが内部の調度が豪華を極めていたという。歌川広重の浮世絵「宮　熱田濱之鳥居」にも画面左端にその姿が描かれている。
また、東浜御殿の詳細な間取図が発見された事から、七里の渡し・大瀬子周辺地域の活性化を図る為、2019年に発足した、地元の熱田湊まちづくり協議会（宮の渡し・大瀬子地区まちづくり協議会）により、東浜御殿の資料から東浜御殿の復元3Dイメージが作成された。宮の渡し公園に東浜御殿を再現した、あつた宮宿ビジターセンターを設立しようと言う動きがあり、西浜御殿もどうするかも含め整備計画が期待されている
。

## 最寄り駅
- 名古屋市営地下鉄名城線 熱田神宮伝馬町駅下車、徒歩で約10分。
- 名古屋市営バス 「七里の渡し」バス停・「内田橋北」バス停下車、徒歩で約1分。

## 隣の宿
東海道
鳴海宿 - 宮宿 - 桑名宿
美濃路
宮宿 - 名古屋宿
佐屋街道
宮宿 - 岩塚宿